# Sar Bugha
Sar Bugha, Sarbugha, citat com a Sar Bugha Kiptxak o Sar Bugha Jalayir (+ vers 1394) fou un amir probablement d'origen turc kiptxak integrat en la tribu mongol turquitzada dels jalayir, que va servir a Tamerlà, contra el qual es va revoltar temporalment.
Se l'esmenta com un dels guerrers de Tamerlà durant la lluita contra els jats o mogols (1363-1364). Va participar en la "batalla de Laï o dels tolls” (30 de maig i 1 de juny del 1365) al front de les forces kiptxaks (que segurament estaven sotmeses als jalayirs i no tenien un territori propi). En els moments durs previs a la pèrdua de Karshi, fou un dels que va jurar fidelitat a Tamerlà. En la defensa de la mateix Karshi, ciutat reconquerida per sorpresa per Tamerlà, va defensar la ciutat contra cinc mil enemics al costat de l'amir Saif al-Din Barles. Els seus serveis foren premiats el 1370 després de la conquesta de Balkh quan Tamerlà el va nomenar amir del diwan
En l'expedició a Coràsmia del 1375, Tamerlà va enviar al Mogolistan a Adil Shah Jalayir, Sar Bugha, Eltxi Bugha i Khetai Bahadur (i altres amirs) amb un exèrcit de 30.000 cavallers, amb ordre de buscar al kan Kamar al-Din. Sar Bugha i Adil Shah Jalayir, comandants de l'exèrcit desplaçat al Mogolistan (ja que Timur estava amb la resta de l'exèrcit), no van trobar cap oposició. Portaven un pla preparat per revoltar-se en el que d'alguna manera participaven els altres amirs Khetai Bahadur i Eltxi Bugha, tots aliats al governador d'Andijan, Hamdi; van reunir les forces dels jalayirs i quiptxaqs i van atacar Samarcanda, que van assetjar; els habitants es van defensar amb fletxes tant fortament que els assetjants van creure convenient aixecar el setge. Mentre el governador Ak Bugha havia enviat un missatger a Tamerlà informant del que passava i Tamwerlà, que ja estava una mica més enllà de Kath, nomes saber la notícia va tornar enrere. va enviar per davant al seu fill Jahangir mentre ell seguia al darrere amb el gruix de l'exèrcit; Jahangir va arribar a Bukharà i va disposar les seves forces per la batalla; va esperar als enemics en retirada a un lloc anomenat Kermin i quan van arribar els dos bàndols van entrar en combat; Jahangir els va derrotar. Els vençuts es van dispersar i molts es van refugiar a l'anomenat desert de Quiptxaq, territori de l'Horda Oriental (Blava o Blanca segons les fonts) on governava el tuluïda Urus Khan; més tard van anar al Mogolistan. Timur va anomenar al seu fill Umar Xaikh com a governador d'Andijan. La sort del governador traïdor, Hamdi, no s'indica.
Adil Shah i Sar Bugha van arribar al Mogolistan i van començar a incitar a Kamar al-Din contra Tamerlà (1376) i aquest els va escoltar, va recollir un gran exèrcit i va marxar altre cop cap a Transoxiana. El governador hazara (comandant de mil homes) de Kudak, al país d'Andijan (la vall de Fergana), va abandonar a Umar Xaikh i es va passar als mogols. Andijan va caure a les seves mans i Umar es va fer fort a les muntanyes i va enviar un missatger de nom Dashmend per alertar a Tamerlà del que passava. Aquest furiós, va marxar a la zona amb cinc mil homes.
Sar Bugha Jalayir i Adil Shah Jalayir portaven ja quasi dos anys vagant per les muntanyes de Jerahuk i veient que no tenien sortida van enviar un missatger reconeixent la seva culpa i demanant perdó. Khwaja Kukultash i Alxy Bugha els van anar a buscar per portar-los a presència de Tamerlà però quan els enviats de Timur van arribar a Otrar, Adil Shah, espantat, va tornar a fugir i es va refugiar a Aksuma (suposadament un castell que vigilava les planes de Kiptxak o Horda Blanca), però els turcs que habitaven en aquelles planes, van saquejar totes les seves propietats. Sar Bugha Jalayir, que havia estat enemic declarat i obert de Timur, va restar i es va dirigir a la cort amb l'espasa penjada al coll en signe de submissió (així es feia habitualment). Timur el va perdonar i li va donar el comandament de l'horda o tuman de Jalayir, i es va comprometre a ser el guia de les forces contra els jats. Poc després Timur va saber que Adil Shah estava a les muntanyes del nord de l'ulus i va enviar tropes a buscar-lo que el van matar a un lloc prop d'Aksuma, un castell o fortalesa que vigilava les planes del Quiptxaq. Amb l'entrega del tuman o horda Jalayir a Sar Bugha, les tribus Jalayir, Sulduz i Apardi estaven sota direcció de fidels personals de Tamerlà. Aquests fets devien passar avançat el 1376 o inicis del 1377.
El 1377 Tamerlà va ordenar enviar un nou exèrcit al Mogolistan. Aquesta força estaria sota el comandament del príncep Umar Xaikh, auxiliat per Ak Bugha i Khetai Bahadur i aniria contra Kamar al-Din; Umar Xaikh va rebre ordres de consultar totes les decisions amb Sar Bugha que s'havia compromès a guiar l'exèrcit al Mogulistan. Abans de la partida de les tropes, l'amir Sar Bugha va aconsellar que, com que els jats eren experts en la vigilància calia desviar una divisió per arribar al seu campament per la part posterior mentre el cos principal els atacava pel davant; Es va decidir que Umar Xaikh i Sar Bugha anirien per davant i una divisió manada per Khetai Bahatur faria un rodeig. Umar amb el cos principal, va arribar a la plana de Khuratu (on acampaven els jats) en el moment que Kamar al-Din estava sopant; va fer unes maniobres confuses per examinar la situació i va desorganitzar tot l'exèrcit. Kamar es va retirar cap al desert i Umar el va seguir però no va trobar el seu rastre i va tornar a Samarcanda mentre Khetai Bahadur saquejava el campament de la Horda i després s'incorporava al gruix de l'exèrcit que marxava cap a Samarcanda.
El 1380 el seu germà Ururu Bugha fou agregat al servei de Miran Shah, nomenat virrei de Khurasan. El 1393 el govern de Fars i l'Iraq Ajamita va ser assignat al príncep Umar Xaikh (abans governador d'Andijan); com a consellers d'estat es van assignar a Umar Xaikh els amirs Sar Bugha i el seu fill Birdi Beg, entre altres El 1397 quan el net de Tamerlà, Muhammad Sultan, fou nomenat governador de la frontera de Mogolistan amb seu a Andijan, va designar com un dels ficials principals a Birdi Beg, fill d'Sar Bugha. Un altre fill de Sar Bugha fou el destacat amir Shaikh Nur al-Din.
El 29 de març de 1401 Tamerlà va convocar al seu net favorit i hereu Muhammed Sultan de Samarcanda, per nomenar-lo governant dels dominis hulàgides (Takhi-i-Hulagu), governats anteriorment pel seu deshonrat oncle Miran Shah.; també va ordenar a Muhammad Sultan que deixés el seu govern als amirs Birdi Beg (el fill de Sar Bugha), el propi Sar Bugha i Kodadad Husayni.
Després de 1393 no torna a er esmentat i apareixen els seus fills, el que indicaria que va morir poc després d'aquesta data.